# Lud (filho de Heli)
Lud, de acordo com a fantasiosa História dos Reis da Bretanha de Geoffrey de Monmouth e textos medievais correlatos, teria sido um rei da Grã-Bretanha em tempos pré-romanos.

## História
Lud era o filho mais velho do rei Heli, e sucedeu ao pai no trono. Seu reino teria sido notável pela construção de cidades e pela refortificação de Trinovantum (Londres), a qual particularmente apreciava. Geoffrey explica que o nome "Londres" vem de "Caer Lud", ou Cidade de Lud. Quando ele morreu, foi sepultado em Ludgate. Seus dois filhos, Androgeus e Tenvantius, ainda não tinham idade para governar, e então ele foi sucedido pelo irmão, Cassivelauno.
Nas versões galesas da História de Geoffrey, onde ele é chamado de Lludd, incluem a história de Lludd e Llefelys, uma da qual aparece na coleção de contos galeses conhecidos como Mabinogion. Enquanto Lludd é rei da Bretanha, seu irmão Llefelys (não mencionado por Geoffrey) torna-se rei da França, e ajuda Lludd a livrar a Bretanha de três ameaças sobrenaturais. Logo, ele parece derivar de Lludd Llaw Eraint, personagem da mitologia galesa, anteriormente Nudd Llaw Eraint, e a fim de Nuada Airgetlám da mitologia irlandesa, um rei dos Tuatha Dé Danann.